# Xenosoma podeva
Xenosoma podeva là một loài bướm đêm thuộc phân họ Arctiinae, họ Erebidae.